# クロチルアルコール
クロチルアルコール(crotyl alcohol)またはクロトニルアルコール(crotonyl alcohol)は、不飽和アルコールの一つ。無色透明の液体で、水には中程度溶け、ほとんどの有機溶媒と混和する。消防法に定める第4類危険物 第2石油類に該当する。
クロトンアルデヒドの還元により合成できる。